# Патријарх александријски Диоскор II
Патријарх Диокор II Александријски био је тридесет и први патријарх Коптске оријентално-православне цркве у Александрији. Он је изабран за патријарха након одласка његовог претходника, Светог Јована. Прво што је урадио након устоличења на столицу Светог Марка је писање посланице папи Севиру, по питанју Свете Тројице и Оваплоћења. Папа Диоскоп је Севиров одговор читао са говорнице.